# HTR3A
HTR3A (англ. 5-hydroxytryptamine receptor 3A) – білок, який кодується однойменним геном, розташованим у людей на короткому плечі 11-ї хромосоми. Довжина поліпептидного ланцюга білка становить 478 амінокислот, а молекулярна маса — 55 280.
| 10         |  | 20         |  | 30         |  | 40         |  | 50         |
| ---------- |  | ---------- |  | ---------- |  | ---------- |  | ---------- |
| MLLWVQQALL |  | ALLLPTLLAQ |  | GEARRSRNTT |  | RPALLRLSDY |  | LLTNYRKGVR |
| PVRDWRKPTT |  | VSIDVIVYAI |  | LNVDEKNQVL |  | TTYIWYRQYW |  | TDEFLQWNPE |
| DFDNITKLSI |  | PTDSIWVPDI |  | LINEFVDVGK |  | SPNIPYVYIR |  | HQGEVQNYKP |
| LQVVTACSLD |  | IYNFPFDVQN |  | CSLTFTSWLH |  | TIQDINISLW |  | RLPEKVKSDR |
| SVFMNQGEWE |  | LLGVLPYFRE |  | FSMESSNYYA |  | EMKFYVVIRR |  | RPLFYVVSLL |
| LPSIFLMVMD |  | IVGFYLPPNS |  | GERVSFKITL |  | LLGYSVFLII |  | VSDTLPATAI |
| GTPLIGVYFV |  | VCMALLVISL |  | AETIFIVRLV |  | HKQDLQQPVP |  | AWLRHLVLER |
| IAWLLCLREQ |  | STSQRPPATS |  | QATKTDDCSA |  | MGNHCSHMGG |  | PQDFEKSPRD |
| RCSPPPPPRE |  | ASLAVCGLLQ |  | ELSSIRQFLE |  | KRDEIREVAR |  | DWLRVGSVLD |
| KLLFHIYLLA |  | VLAYSITLVM |  | LWSIWQYA   |  |            |  |            |

A: Аланін

C: Цистеїн

D: Аспарагінова кислота

E: Глутамінова кислота

F: Фенілаланін

G: Гліцин

H: Гістидин

I: Ізолейцин

K: Лізин

L: Лейцин

M: Метіонін

N: Аспарагін

P: Пролін

Q: Глутамін

R: Аргінін

S: Серин

T: Треонін

V: Валін

W: Триптофан

Кодований геном білок за функціями належить до рецепторів, іонних каналів. 
Задіяний у таких біологічних процесах, як транспорт іонів, транспорт, альтернативний сплайсинг. 
Локалізований у клітинній мембрані, мембрані, клітинних контактах, синапсах.